# Tomasz Tomaszewski (Fotograf)

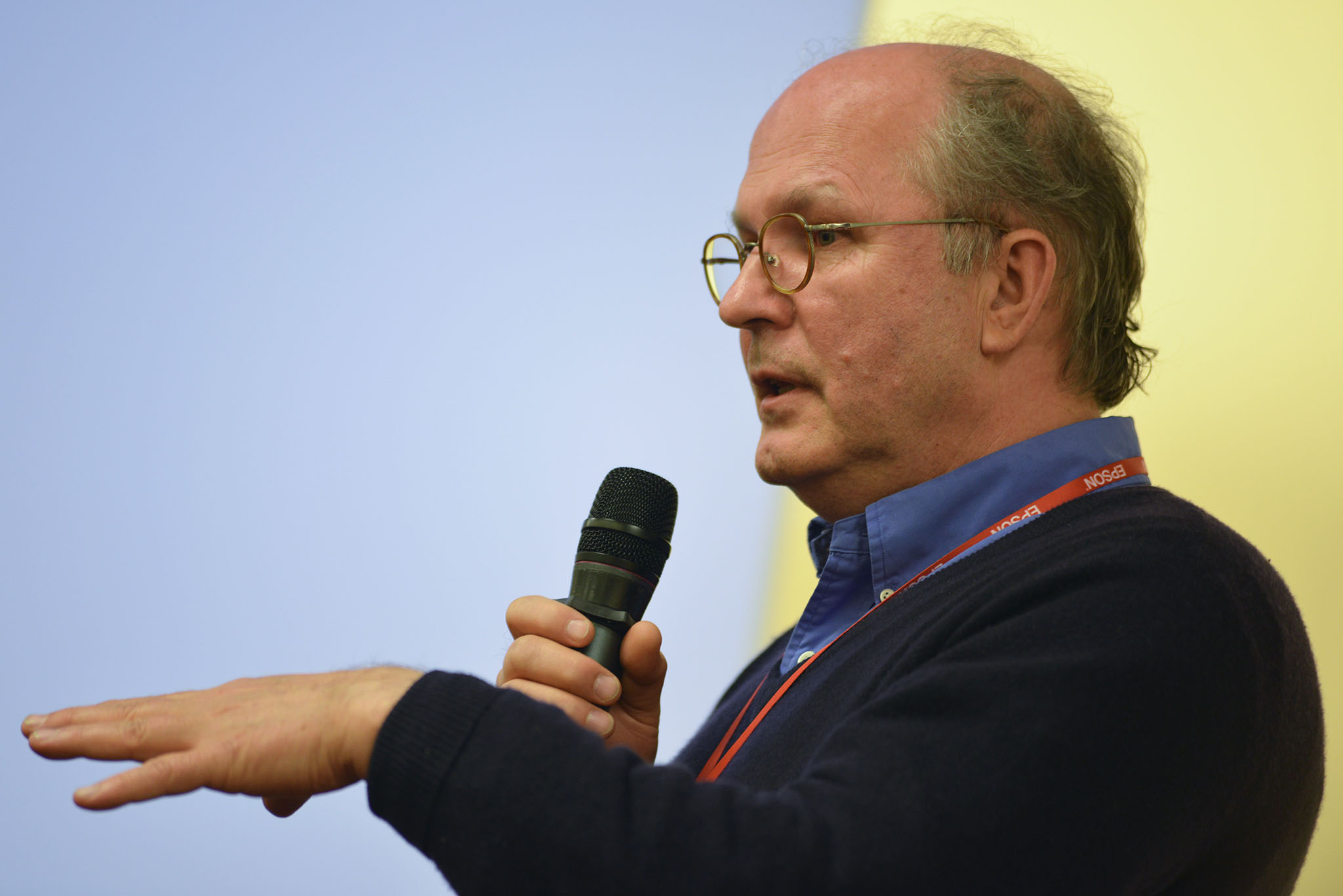
Tomasz Tomaszewski

Tomasz Tomaszewski (* 6. Mai 1953 in Warschau, Polen) ist ein polnischer Fotograf.
Er begann seine photographische Karriere mit Beiträgen für das polnische Magazin "Solidarity Weekly" und für Zeitschriften der Untergrundpresse. Mittlerweile sind seine Photos in Magazinen und Zeitungen weltweit erschienen, darunter im "Stern", "National Geographic", "GEO", "US News & World Report", "New York Times" und der "Time". 
Er selbst beschreibt seinen Stil als humanistisch, seine Werke porträtieren politische Ereignisse und Minderheiten. 
Er organisierte ebenso zwei Ausstellungen seiner Bilder: "Ostatni Żydzi Polscy" (Die letzten polnischen Juden) und "Cyganie. Inni Ludzie Tacy Jak My" (Zigeuner. Andere Menschen wie wir). 
1994 wurde er vom National Geographic Magazin beauftragt, ein Porträt der USA anzufertigen. Die Bilder wurden später als Buch "In search of America" veröffentlicht. 
Sein neuestes Werk ist die Installation "Prezent" (Geschenk), welche aus einem Glastisch gefüllt mit Hunderten von Dias besteht. Die Installation hinterfragt die Bedeutung der Photographie in einer Zeit, in der sie fundamentale Änderungen, sowohl in der Technik als auch in der Ästhetik, erfährt.
Tomasz Tomaszewski ist der Ehemann der Journalistin und Juristin Małgorzata Niezabitowska, der früheren Regierungssprecherin des Ministerpräsidenten Tadeusz Mazowiecki.